# Lingadahalli, Channagiri
Lingadahalli là một làng thuộc tehsil Channagiri, huyện Davanagere, bang Karnataka, Ấn Độ.